# ミロスラヴ・ブラジェヴィッチ
ミロスラヴ・ブラジェヴィッチ（Miroslav Blažević、1935年2月10日 - 2023年2月8日）は、ユーゴスラビア（現ボスニア・ヘルツェゴビナ）出身の元サッカー選手、指導者。愛称はチロ（Ćiro）。クロアチア人である。
クロアチア代表監督として1998年のFIFAワールドカップで3位。クロアチアでは「全ての監督の監督」と呼ばれる。

## 経歴
現役時代はリエカやサラエヴォ、シオン等でプレー。選手生活の晩年を過ごしたスイスで指導者に転身し、1974年に古巣シオンの監督としてスイス・カップで優勝している。
1979年にリエカの監督としてユーゴスラビアへ戻り、1980年にディナモ・ザグレブの監督に就任。1981-82シーズンにはディナモを24年ぶりのユーゴスラビア・リーグ優勝へ導いた。ユーゴスラビアの混乱期には、グラスホッパー（スイス）、ナント（フランス）、PAOKテッサロニキ（ギリシャ）と西側諸国のクラブで監督を歴任。
クロアチア独立後の1992年にディナモへ復帰。1994年からはクロアチア代表監督を務めた。ズボニミール・ボバン、ダヴォール・シューケル、ロベルト・プロシネチキ等を擁したクロアチアは、1996年のUEFA欧州選手権で準々決勝へ進出。1998年のFIFAワールドカップでは3位に躍進した。
クロアチア代表監督退任後は、膵臓癌や皮膚癌に冒されながらも、イラン代表やボスニア・ヘルツェゴビナ代表、上海申花（中国）等で監督を務めた。2007年には長年の功績を称えられ、フラニョ・ブチャル賞（クロアチアスポーツ殿堂）功労賞を受賞している。

## 人物
ボスニア・ヘルツェゴヴィナに生まれたクロアチア人である。スイスの市民権を持つ。1962年にズデンカ・ジョルジェヴィッチと結婚。夫妻には3人の子供と5人の孫がいる。彼の2人の兄弟アントとヨソはウスタシャ（第二次大戦中に民族浄化運動を行っていたクロアチアのファシズム政党）の一員であり、その戦闘中に17歳で死んだ。
フラニョ・トゥジマンの支持者であり、クロアチア民主同盟（HDZ）にも党員として籍を置いていた。トゥジマンの死後、後継となったイーヴォ・サナデルの親EU路線に反発してHDZを離党。2005年のクロアチア大統領選挙に出馬したが、全体の0.8％の得票で落選した。その後HDZへ復党。2009年からザグレブ市議会議員として活動した。
2023年2月8日、誕生日の2日前に死去。88歳没。

## 獲得タイトル

### 選手時代
NKロコモティヴァ・ザグレブ
- ユーゴスラビア・セカンドリーグ:1回（1955-56）

FKサラエヴォ
- ユーゴスラビア・セカンドリーグ:1回（1957-58）

FCシオン
- スイス・カップ:1回（1964-65）

### 監督時代
ヴヴェイ・スポーツ
- スイス・1.リガ:1回（1969-70）

FCシオン
- スイス・カップ:1回（1973-74）

NKディナモ・ザグレブ
- ユーゴスラビア・リーグ:1回（1981-82）
- ユーゴスラビア・カップ:1回（1982-83）
- クロアチア・リーグ:2回（1992-93、2002-03）
- クロアチア・カップ:2回（1993-94）
- クロアチア・スーパーカップ:1回（2002）

グラスホッパー・クラブ・チューリッヒ
- ナツィォナール・リーガA:1回（1983-84）

HNKハイドゥク・スプリト
- クロアチア・スーパーカップ:1回（2005）

FKスロボダ・トゥズラ
- プルヴァ・リーガFBiH:1回（2013-14）

個人
- フランジョ・ブシャールスポーツ賞:2回（1998（年間賞）、2007（功労賞））
- ボスニア・ヘルツェゴビナスポーツ賞年間最優秀コーチ（2009）

栄誉
- ダニカ・フルヴァツカ騎士団（1995）
- デュークブラニミール騎士団（1998）